# Ballstraße 6 (Quedlinburg)

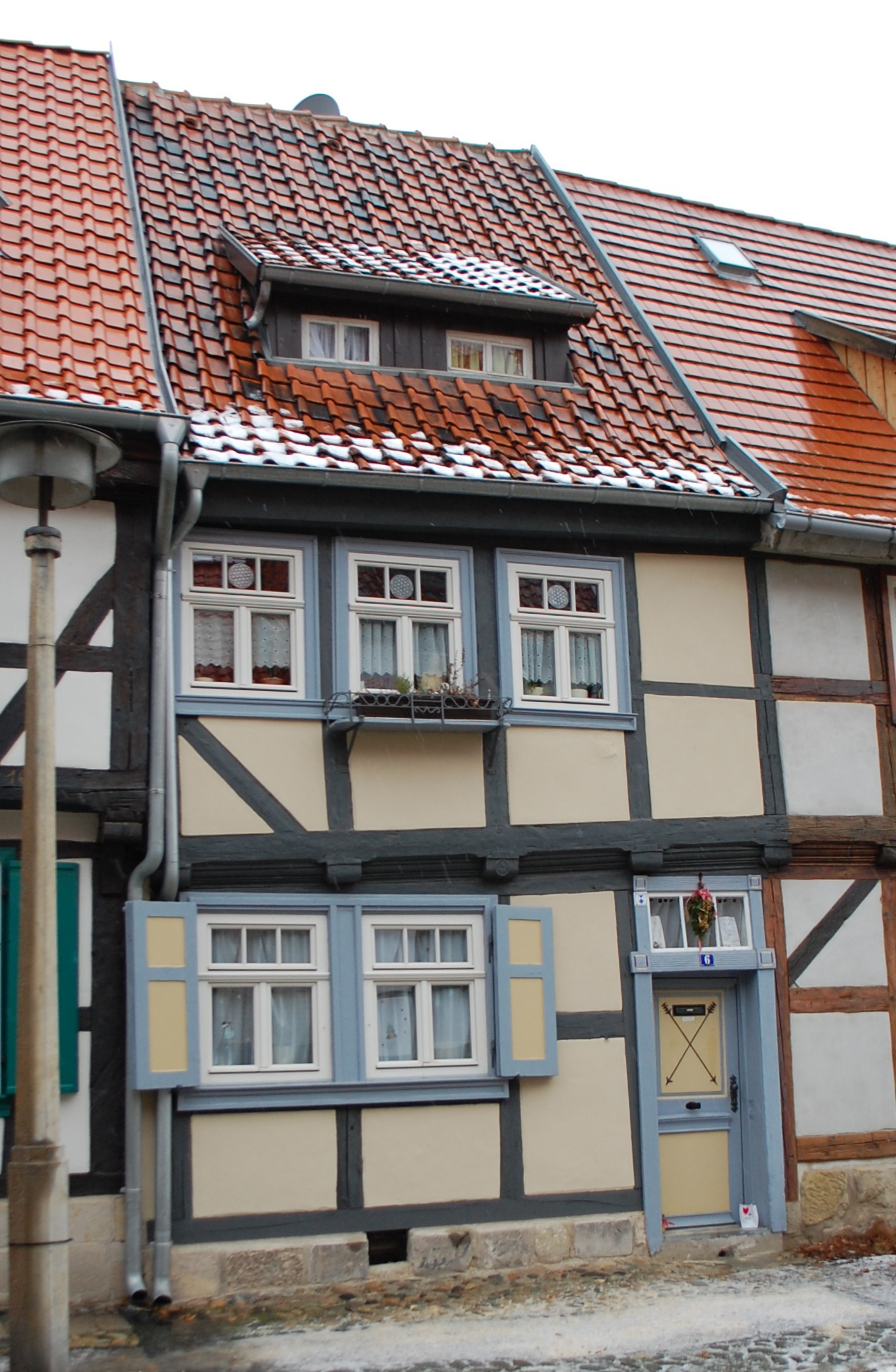
Ballstraße 6

Das Haus Ballstraße 6 ist ein denkmalgeschütztes Gebäude in der Stadt Quedlinburg in Sachsen-Anhalt.

## Lage
Es befindet sich im östlichen Teil der historischen Quedlinburger Neustadt und gehört zum UNESCO-Weltkulturerbe. Direkt südlich grenzt das gleichfalls denkmalgeschützte Haus Ballstraße 5 an.

## Architektur und Geschichte
Das kleine zweigeschossige Fachwerkhaus entstand in der Zeit um 1700. Im Quedlinburger Denkmalverzeichnis ist es als Wohnhaus eingetragen. Es ist nur fünf Gebinde breit und zurückhaltend im Stil der Bauzeit geschmückt. So befindet sich an der Stockschwelle eine schmale Fasung. Die Haustür ist im Stil des Klassizismus gestaltet. Sie ist mit dem ungewöhnlichen Motiv zweier gekreuzten Pfeile versehen. Die Fenster des Hauses stammen aus dem frühen 20. Jahrhundert.